# Александров, Юрий Исаакович
Ю́рий Исаа́кович Алекса́ндров (род. 7 февраля 1950, Ленинград, РСФСР, СССР) — оперный режиссёр, художественный руководитель камерного музыкального театра «Санкт-Петербург Опера». Народный артист Российской Федерации (2008), Лауреат театральных премий «Золотая маска», «Золотой софит», Государственной премии Республики Казахстан (2006).

## Биография
Юрий Александров — оперный режиссёр, работающий в России, так и за рубежом: его постановки представлены в афишах театров США, Италии, Турции, Литвы, Латвии, Белоруссии, Казахстана, в том числе на Арена ди Верона, в Метрополитен Опера, театр Ла Скала, Мариинском театре и других важнейших оперных площадках мира. Всего в российских и зарубежных оперных театрах им поставлено более 200 спектаклей.
Юрий Александров — один из немногих оперных режиссеров, имеющих академическое музыкальное образование, что определяет специфику его постановок. В 1974 году Юрий Александров окончил Ленинградскую государственную консерваторию как пианист (класс профессора Л. Б. Уманской), а в 1977 году получил диплом на факультете музыкальной режиссуры (класс доцента М. Д. Слуцкой). Дипломный спектакль — «Дон Паскуале» Доницетти в ГАБТ Белорусской ССР.
С 1978 года по настоящее время Юрий Александров сотрудничает с Мариинским театром. Постановки, осуществленные им на сцене Мариинского театра: «Колокольчик» и «Дон Паскуале» Гаэтано Доницетти, «Королева мая» Кристофа Виллибальда Глюка, «История Кая и Герды» Сергея Баневича, «Дон Жуан» и «Свадьба Фигаро» Вольфганга Амадея Моцарта, «Мавра» Игоря Стравинского, «Аида», «Дон Карлос» и «Отелло» Джузеппе Верди, «Семен Котко» Сергея Прокофьева (в 1999 году удостоен национальной театральной премии «Золотая маска» в номинациях «Лучший оперный спектакль», «Лучший оперный режиссер», «Лучший оперный художник», «Лучший оперный дирижер»), «Нос» Дмитрия Шостаковича (в 2004 году удостоен высшей театральной премии Санкт-Петербурга «Золотой софит» в номинации «Лучшая работа режиссера в опере»), «Мазепа» Петра Чайковского (в 2007 году удостоена высшей театральной премии Санкт-Петербурга «Золотой софит» в номинации «Лучший оперный спектакль»), «Царская невеста» Николая Римского-Корсакова и другие.
В 1987 году Юрием Александровым был основан Камерный музыкальный театр. Творческая лаборатория, как это задумывалось режиссером изначально, со временем выросла в профессиональный государственный театр «Санктъ-Петербургъ Опера». Основанный и бессменно руководимый Юрием Александровым, театр Камерный музыкальный театр «Санктъ-Петербургъ Опера» за тридцать сезонов сформировался как единый творческий организм. В 1998 году театр получил собственную сценическую площадкув здании особняка барона фон Дервиза (Галерная, 33), что позволило расширить репертуар операми с большим оркестром («Борис Годунов», «Мадам Баттерфляй» и др.)
В репертуаре представлены классика оперы XVIII-XX веков (от Глюка до Бриттена), сочинения современных авторов, классическая оперетта, прочие сценические произведения, ряд концертных программ. Многие оперы были поставлены в Санкт-Петербурге впервые на сцене театра «Санктъ-Петербургъ Опера», некоторые оперы были представлены впервые в России, ряд опер представлен исключительно здесь. Это «Петр I, или Необыкновенные приключения русского царя» Гаэтано Доницетти, «Игра о Робене и Марион» Адама де ла Аля, «Сокол» Дмитрия Бортнянского, «Белая роза» Удо Циммермана, «Верую» Валерия Пигузова, «Пегий пес, бегущий краем моря» и «Пятое путешествие Христофора Колумба» Александра Смелкова, «Игроки-1942», «Антиформалистический раек» и «Из еврейской народной поэзии» Дмитрия Шостаковича, «Адриенна Лекуврер» Франческо Чилеа «Русская тройка, семерка, туз» по произведениям Николая Гоголя на музыку русских композиторов, «Белые ночи Федора Достоевского» Юрия Буцко, «Туда и обратно» Пауля Хиндемита, «Поругание Лукреции» Бенджамина Бриттена, опера-митинг «Крым» на музыку Мариана Коваля, новые авторские версии опер «Молодая гвардия» Юлия Мейтуса и «Октябрь ..17» Вано Мурадели. Постановка оперы «Обручение в монастыре» Сергея Прокофьева удостоена высшей театральной премии Петербурга «Золотой софит» как лучший спектакль в оперном театре в сезоне 2011—2012 гг., постановка оперы «Паяцы» Руджеро Леонкавалло была отмечена премией «Золотой софит» как лучший оперный спектакль сезона 2009—2010 гг., также спектакль стал обладателем национальной театральной премии «Золотая маска» в двух номинациях — как лучший спектакль в оперном театре и лучшая работа режиссера. Постановка оперы Родиона Щедрина «Не только любовь» стала лауреатом премии Петербурга «Золотой софит» в номинации «Лучший оперный спектакль» сезона 2013—2014 гг. В разные годы премий «Золотой софит» и «Золотая маска» в номинациях «Лучший оперный спектакль» и «Лучшая работа режиссера в опере» были удостоены спектакли «Песнь о любви и смерти корнета Кристофа Рильке» Зигфрида Маттуса, «Белые ночи Федора Достоевского» Юрия Буцко, «Игроки-1942» Дмитрия Шостаковича, «Летучая мышь» Иоганна Штрауса, «Пиковая дама» Петра Чайковского, «Травиата» Джузеппе Верди, «Чио-Чио-сан» Джакомо Пуччини, «Сельская честь» Пьетро Масканьи, «Фауст» Шарля Гуно.
Ряд спектаклей Юрий Александров поставил в Москве: «Хованщина» Мусоргского (Большой театр), «Любовный напиток» Доницетти и «Князь Игорь» Бородина («Новая Опера» им. Евгения Колобова).
Ряд опер Юрий Александров поставил за рубежом. В Турции: «Вертер» Массне, «Князь Игорь» Бородина, «Евгений Онегин» Чайковского, «Да здравствует мама!» Доницетти. В Италии: «Черевички» и «Евгений Онегин» Чайковского, «Дон Жуан» Моцарта. В США: «Пиковая дама» Чайковского. В Белоруссии: «Сказки Гофмана» Оффенбаха. В Латвии: «Любовный напиток» Доницетти. В Литве: «Дон Жуан» Моцарта. В Казахстане (Алма-Ата): «Турандот» Пуччини, «Лючия ди Ламмермур» Доницетти, «Аблай Хан» Еркегали Рахмадиева. В Сербии (Белград): «Травиата» Верди и «Паяцы» Леонкавалло. В Польше: «Борис Годунов» Мусоргского, «Евгений Онегин» Чайковского (Вроцлав) и «Похищение из сераля» Моцарта (Варшава).
Особенно успешным в творческом плане для Юрия Александрова стал сезон 2005—2006 годов. Он осуществил 11 постановок, в числе которых: «Мазепа» Чайковского в Метрополитен Опера (Нью-Йорк), «Черевички» Чайковского в Ла Скала (Милан), «Турандот» Пуччини на Арена ди Верона.
По просьбе правительства Казахстана Юрий Александров принял активное участие в создании Национального театра оперы и балета им. Куляш Байсеитовой в Астане (Казахстан). Он является одним из основоположников театра и режиссером-постановщиком ярких оперных спектаклей, идущих на его сцене, таких как «Травиата», «Риголетто», «Аида» Джузеппе Верди, «Чио-Чио-сан», «Тоска» Джакомо Пуччини, «Евгений Онегин» Петра Чайковского и др.
Спектакли Александрова идут на сцене Татарского театра оперы и балета в Казани («Любовный напиток», мировая премьера оперы Резеды Ахияровой «Сююмбике»).

## Стиль
Стиль режиссуры Юрия Александрова — это авторский подход к партитурам. Спектакли насыщены аллегорическими приемами и метафорическими ходами. Часть опер поставлены в собственных сценических редакциях режиссёра (так, например, в спектакле «Князь Игорь» в Новой опере увертюра следует после пролога, полностью купирован третий акт, четвёртый сильно сокращен, в финале звучит хор a capella).
Александров экспериментирует с партитурами в духе соцреализма (оперы Юлия Мейтуса, Вано Мурадели, Мариана Коваля), работает в стилистике национального театра (оперы Еркегали Рахмадиева, Резеды Ахияровой).

## Награды и звания
- Орден Почёта (9 августа 2019 года) — за большой вклад в развитие отечественной культуры и искусства, многолетнюю плодотворную деятельность[1].
- Орден Дружбы (24 октября 2003 года) — за многолетнюю плодотворную деятельность в области культуры и искусства[2].
- Орден «Достык» II степени (2006 год, Казахстан).
- Народный артист Российской Федерации (21 февраля 2008 года) — за большие заслуги в области искусства[3].
- Заслуженный деятель искусств Российской Федерации (22 января 1997 года) — за заслуги в области искусства[4].
- Государственная премия Республики Казахстан (15 декабря 2006 года) — за оперу «Абылай хан»[5].
- Премия Правительства Российской Федерации в области культуры (25 декабря 2024 года) — за постановку мюзикла «Пётр I» Фрэнка Уайлдхорна[6].
- Почётная грамота Президента Российской Федерации (23 июня 2016 года) — за заслуги в развитии культуры и искусства, многолетнюю плодотворную деятельность[7].
- Благодарность Законодательного Собрания Санкт-Петербурга (7 июня 2017 года) — за выдающиеся личные заслуги в развитии культуры и искусства в Санкт-Петербурге, высокий профессионализм, многолетний добросовестный труд, а также в связи с 30-летием со дня создания Санкт-Петербургского государственного бюджетного учреждения культуры "Камерный музыкальный театр «Санктъ-Петербургъ Опера»[8].
- «Человек года Республики Карелия» (2008 год).
- Премия «За выдающийся вклад в развитие культуры и искусства» за создание оперных спектаклей (2015 год)[9].
- Государственная премия Республики Татарстан имени Габдуллы Тукая (2020).
- Почетный знак «За заслуги перед Санкт‑Петербургом» (2010)[10].
- Почётный знак «За особый вклад в развитие Санкт-Петербурга» (4 декабря 2024 года) — за особые заслуги перед Санкт-Петербургом в профессиональной или общественной деятельности[11].
- Специальная премия «Золотая маска» «За выдающийся вклад в развитие театрального искусства» (2024 год)[12].

## Семья
Является художественным руководителем Международного фестиваля Камерной оперы (основан в 2016 году).
Женат. Дочь — Александрова Елизавета Юрьевна, арфистка.

## Спектакли
- «Колокольчик» и «Дон Паскуале» Гаэтано Доницетти,
- «Королева мая» Кристофа Виллибальда Глюка,
- «История Кая и Герды» Сергея Баневича,
- «Свадьба Фигаро» Вольфганга Амадея Моцарта,
- «Мавра» Игоря Стравинского,
- «Аида», «Дон Карлос» и «Отелло» Джузеппе Верди,
- «Семен Котко» Сергея Прокофьева (в 1999 году удостоен национальной театральной премии «Золотая маска» в номинациях «Лучший оперный спектакль», «Лучший оперный режиссер», «Лучший оперный художник», «Лучший оперный дирижер»),
- «Нос» Дмитрия Шостаковича (в 2004 году удостоен высшей театральной премии Санкт-Петербурга «Золотой софит» в номинации «Лучшая работа режиссера в опере»),
- «Мазепа» Петра Чайковского (в 2007 году удостоена высшей театральной премии Санкт-Петербурга «Золотой софит» в номинации «Лучший оперный спектакль»),
- «Царская невеста» Николая Римского-Корсакова
- «Хованщина» Мусоргского (Большой театр),
- «Вертер» Массне,
- «Князь Игорь» Бородина,
- «Да здравствует мама!» Доницетти.
- «Черевички» Чайковского
- «Евгений Онегин» Чайковского,
- «Дон Жуан» Моцарта.
- «Пиковая дама» Чайковского.
- «Сказки Гофмана» Оффенбаха.
- «Любовный напиток» Доницетти.
- «Турандот» Пуччини,
- «Лючия ди Ламмермур» Доницетти,
- «Аблай Хан» Еркегали Рахмадиева.
- «Травиата» Верди
- «Паяцы» Леонкавалло.
- «Борис Годунов» Мусоргского,
- «Похищение из сераля» Моцарта,
- «Петр I, или Необыкновенные приключения русского царя» Гаэтано Доницетти,
- «Игра о Робене и Марион» Адама де ла Аля,
- «Сокол» Дмитрия Бортнянского,
- «Белая роза» Удо Циммермана,
- «Верую» Валерия Пигузова,
- «Пегий пес, бегущий краем моря» и «Пятое путешествие Христофора Колумба» Александра Смелкова,
- «Игроки-1942», «Антиформалистический раек» и «Из еврейской народной поэзии» Дмитрия Шостаковича,
- «Адриенна Лекуврер» Франческо Чилеа,
- «Русская тройка, семерка, туз» по произведениям Николая Гоголя на музыку русских композиторов,
- «Белые ночи Федора Достоевского» Юрия Буцко,
- «Туда и обратно» Пауля Хиндемита,
- «Поругание Лукреции» Бенджамина Бриттена,
- опера-митинг «Крым» на музыку Мариана Коваля,
- «Молодая гвардия» Юлия Мейтуса
- «Октябрь ..17» Вано Мурадели.